# 普洛根湖
53°52′4″N 11°12′1″E / 53.86778°N 11.20028°E

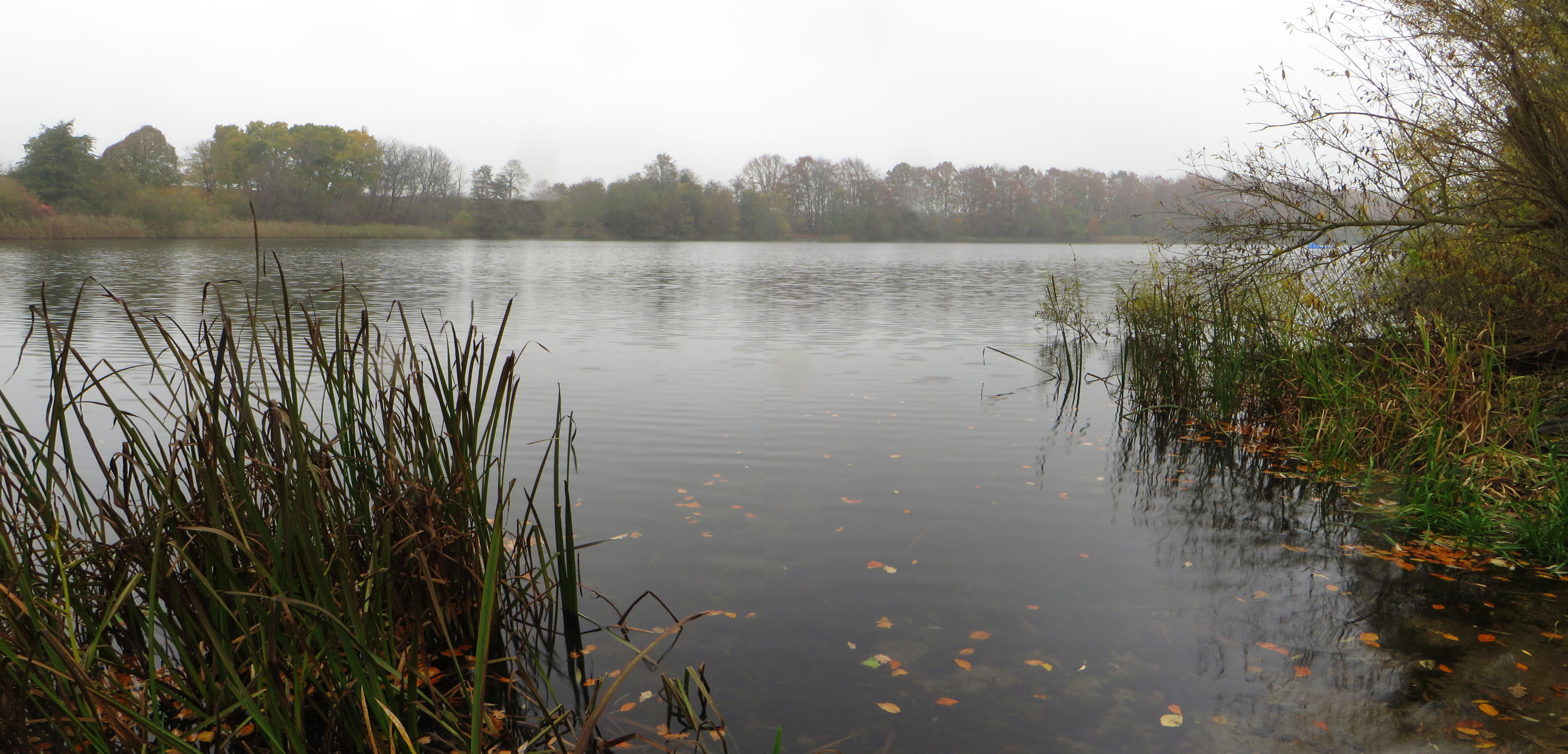

普洛根湖（德語：Ploggensee），是德國的湖泊，位於該國東北部梅克倫堡-前波美拉尼亞州，由西北梅克倫堡縣負責管轄，長1.1公里、寬0.2公里，面積0.15平方公里，海拔高度33米，平均水深5米，最大水深7米。